# Framboise (bière)

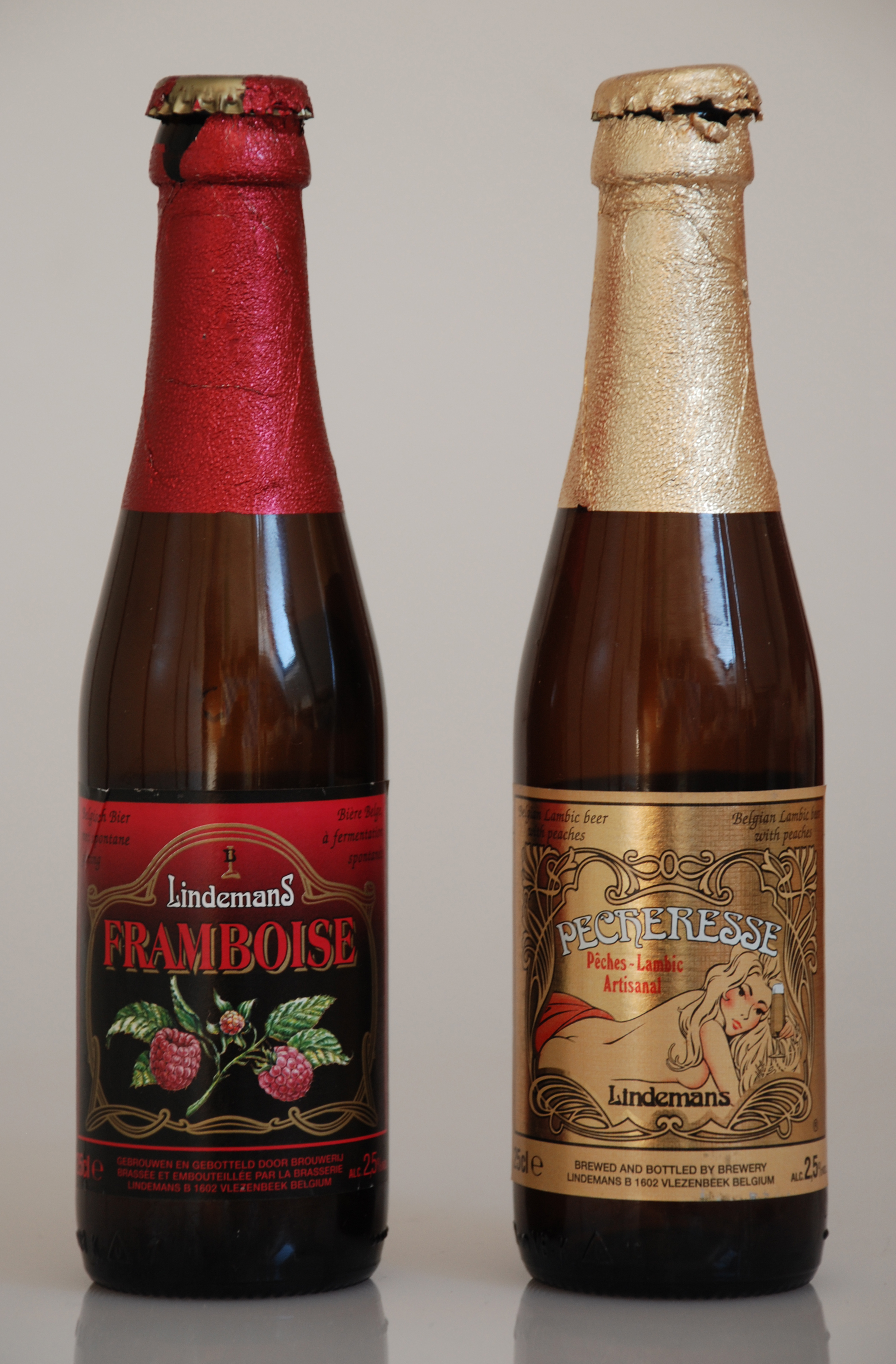
Bouteille de framboise à gauche

La framboise est un type de bière à base de lambic dans lequel on fait fermenter des framboises, sous forme de fruits entiers, de pulpe ou de jus. Sa recette est inspirée par le succès commercial de la kriek, bière à base de cerises. C'est une spécialité traditionnelle garantie par les traités européens.
La peau des fruits, si elle est présente, participe à la fermentation. Pour des raisons de production, les fruits peuvent être mis en œuvre frais ou surgelés.

## Fabrication
La bière lambic est obtenue après une première fermentation de 6 à 12 mois. Elle est trouble, avec peu de pétillant. Bien qu'elle puisse être commercialisée en l'état, elle est rarement embouteillée à ce stade. Le plus souvent, elle va subir une seconde fermentation après mélange de différentes lambics, ce qui produit la gueuze, ou avec ajout de 10 à 25 % de fruits, ce qui produit la kriek ou la framboise. On trouve également quelques expérimentations à base de fraise, voire de cassis ou de pêche (Pêcheresse) mais le goût étant moins marqué, il faut incorporer plus de pêche (jusqu'à 30 %).
Comme pour la kriek ou la gueuze, la framboise est acide et faiblement sucrée.